# Les Modes Parisiennes

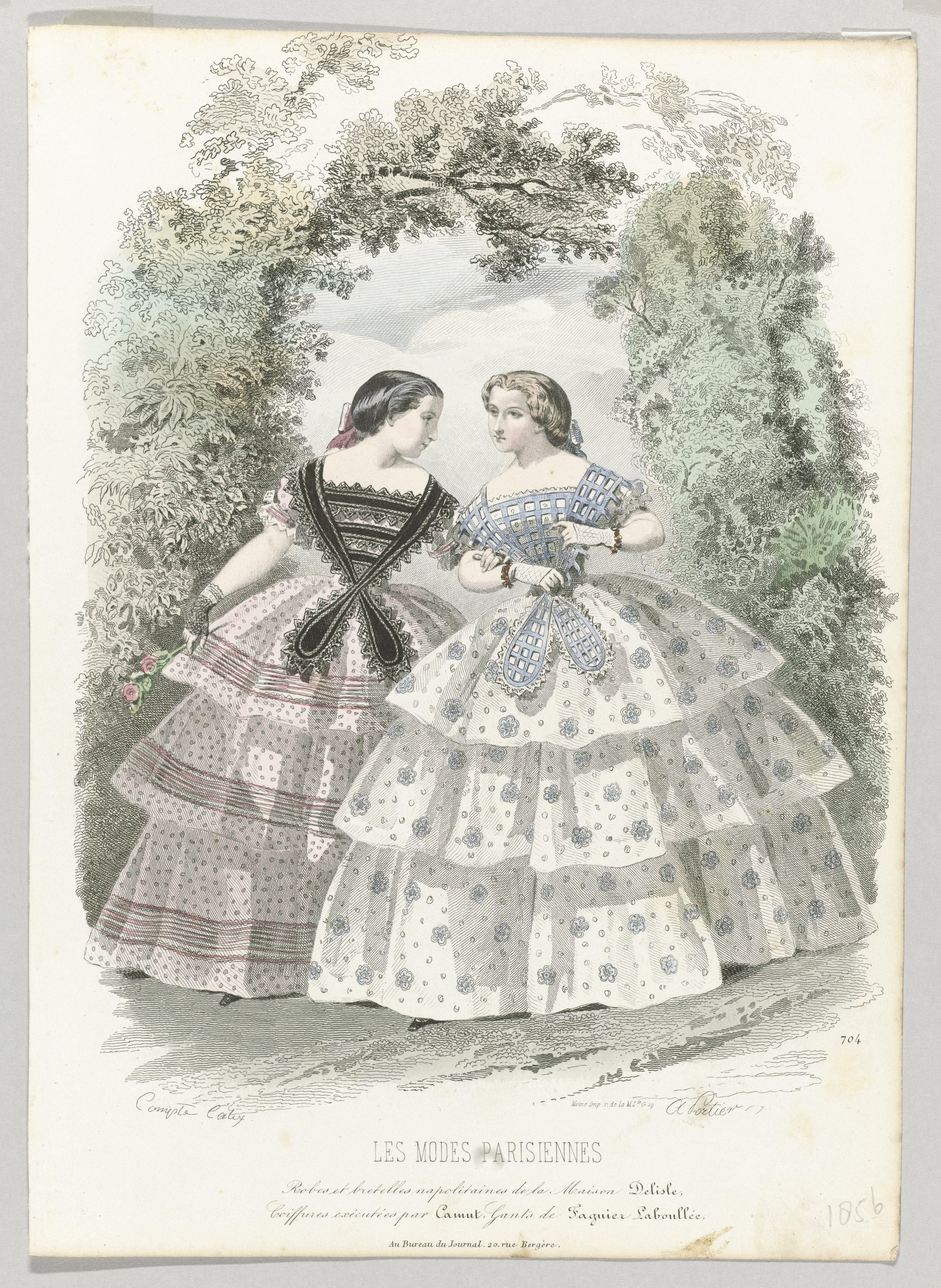
Les Modes Parisiennes, 1856, No. 704 Robes et bretelles, RP-P-2009-3409.

Les Modes Parisiennes var en fransk modetidskrift som utgavs mellan 1843 och 1896.

## Bilder

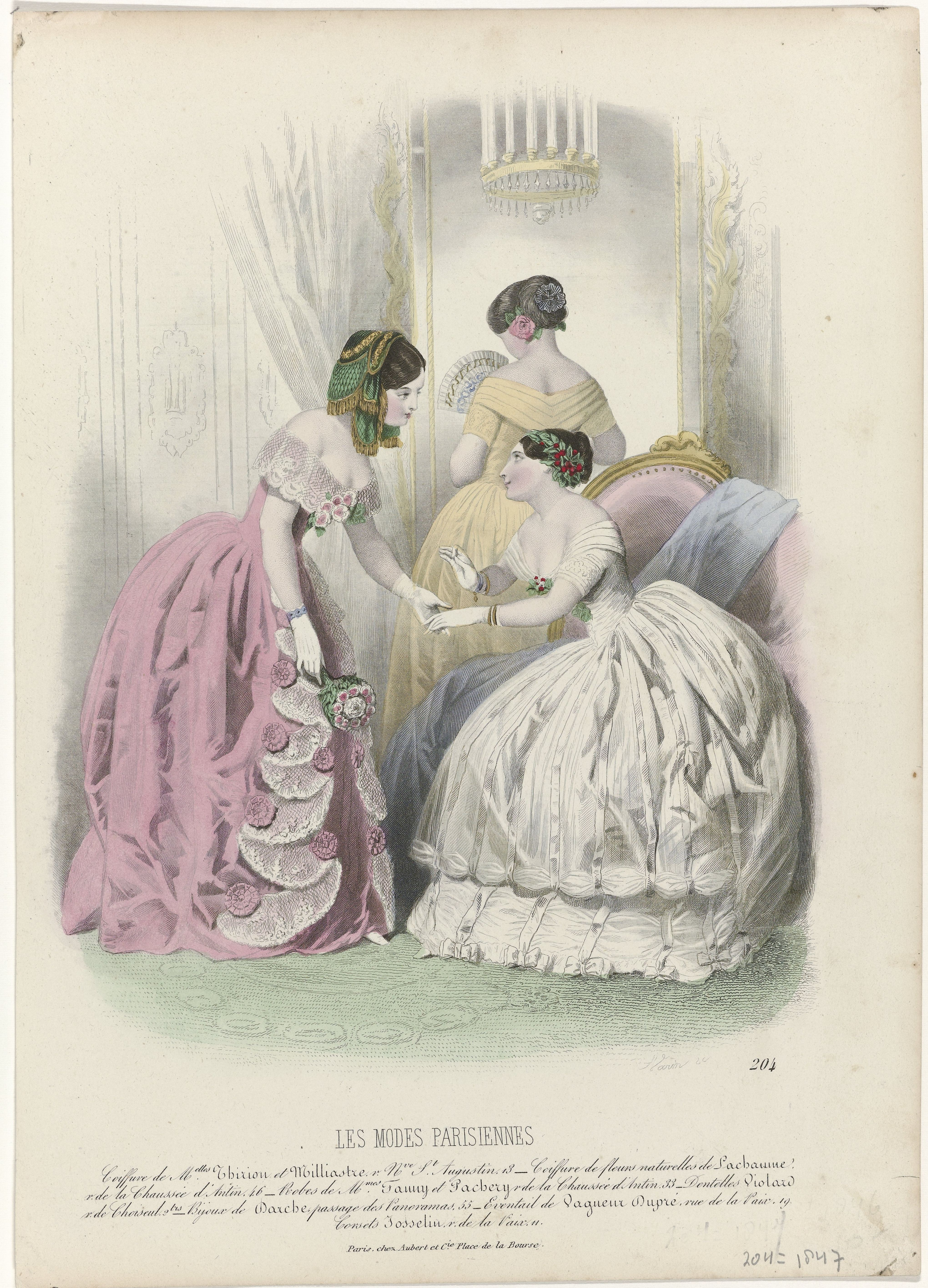
Les Modes Parisiennes, 24 janvier 1847, No. 204 Coiffure de Melles Thirion.
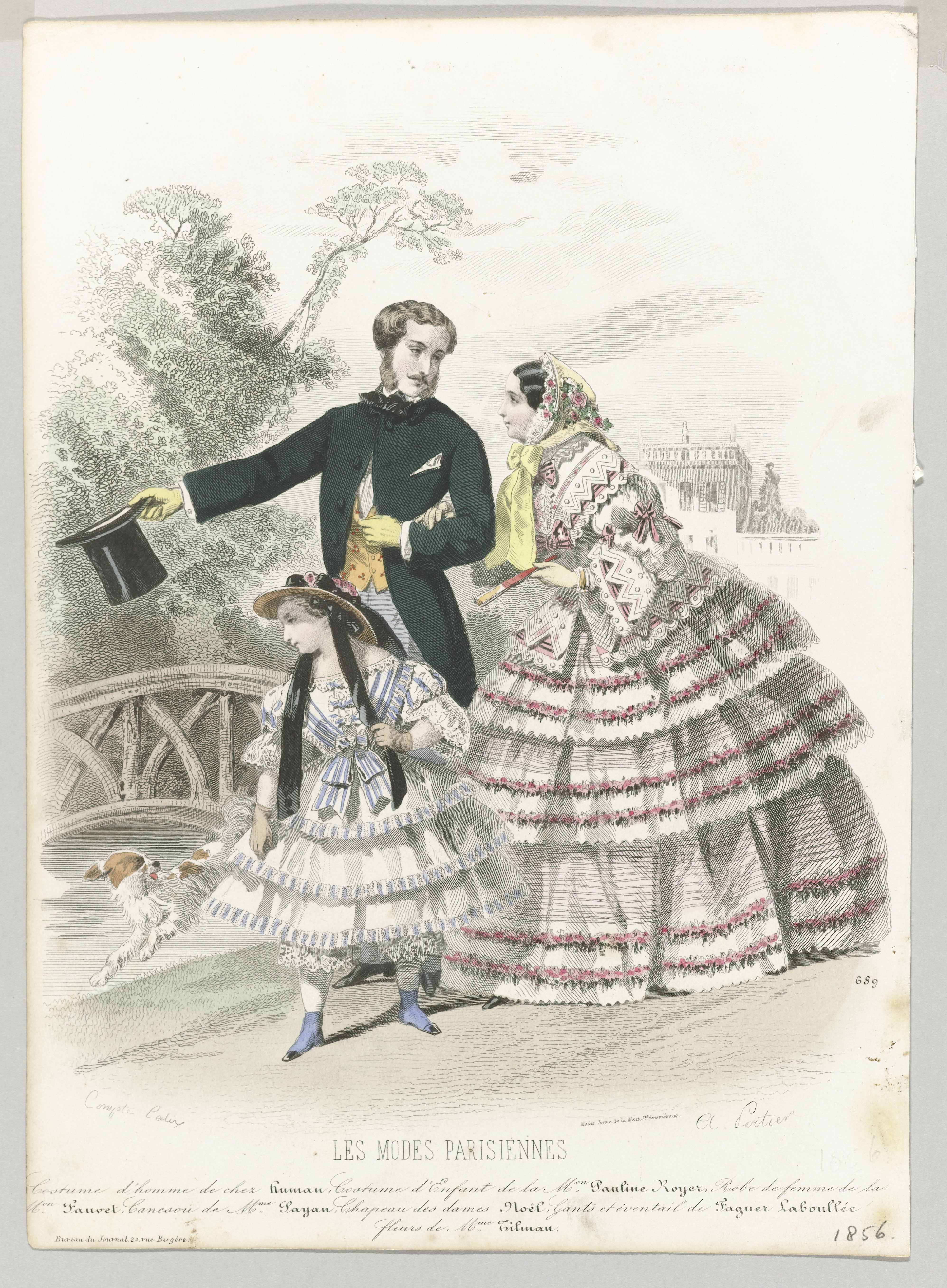
Les Modes Parisiennes, 1856, No. 689.
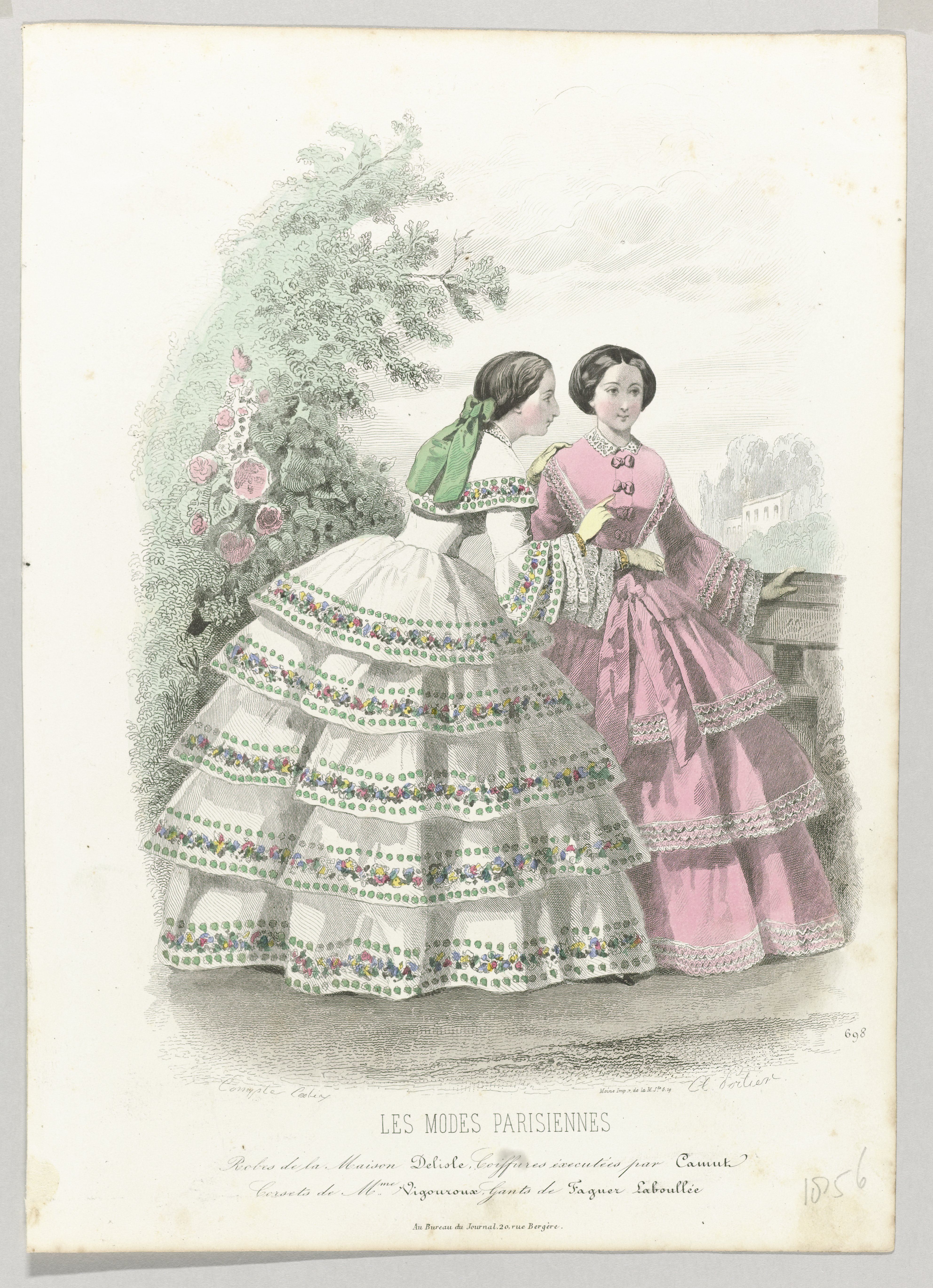
Les Modes Parisiennes, 1856, No. 698.
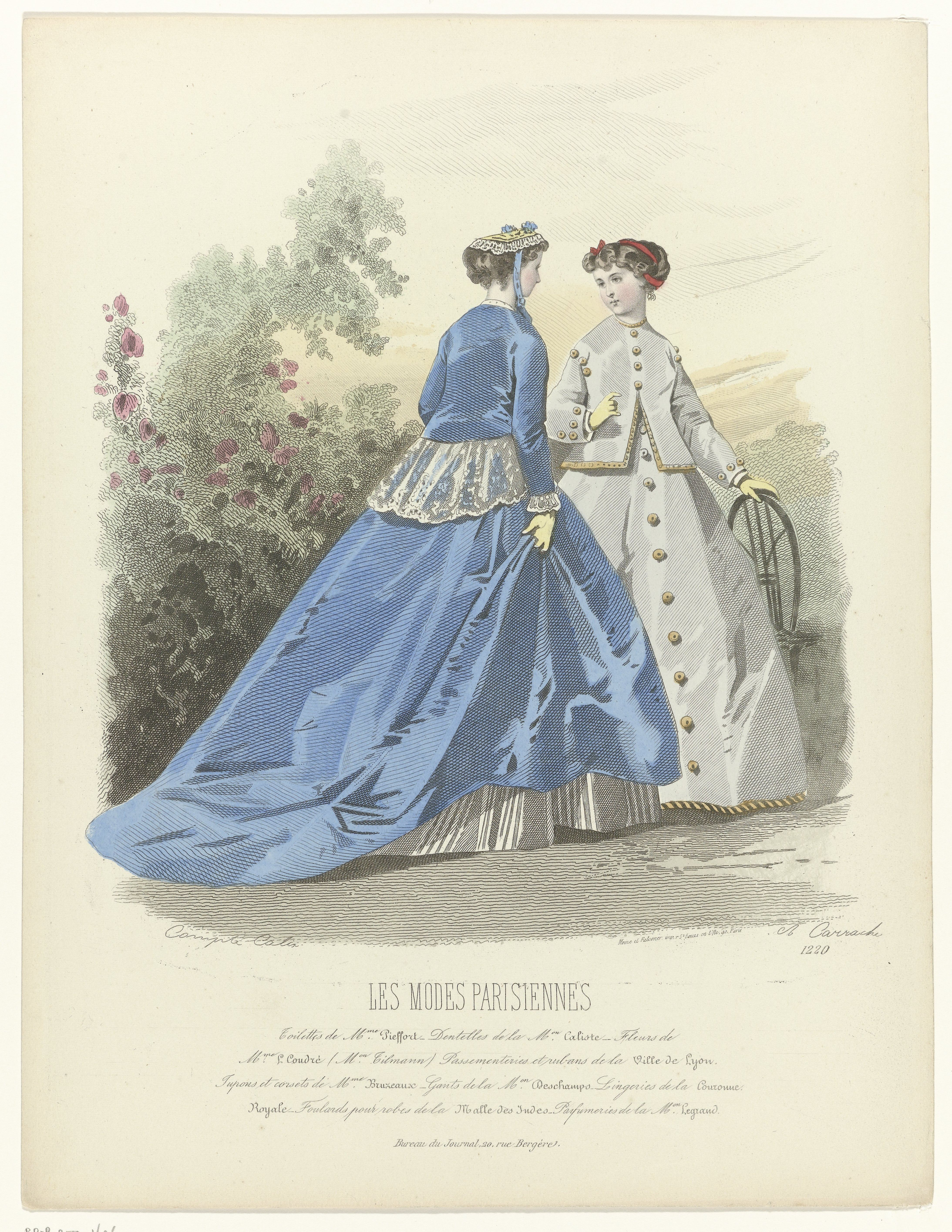
Les Modes Parisiennes, 1866, No. 1220.
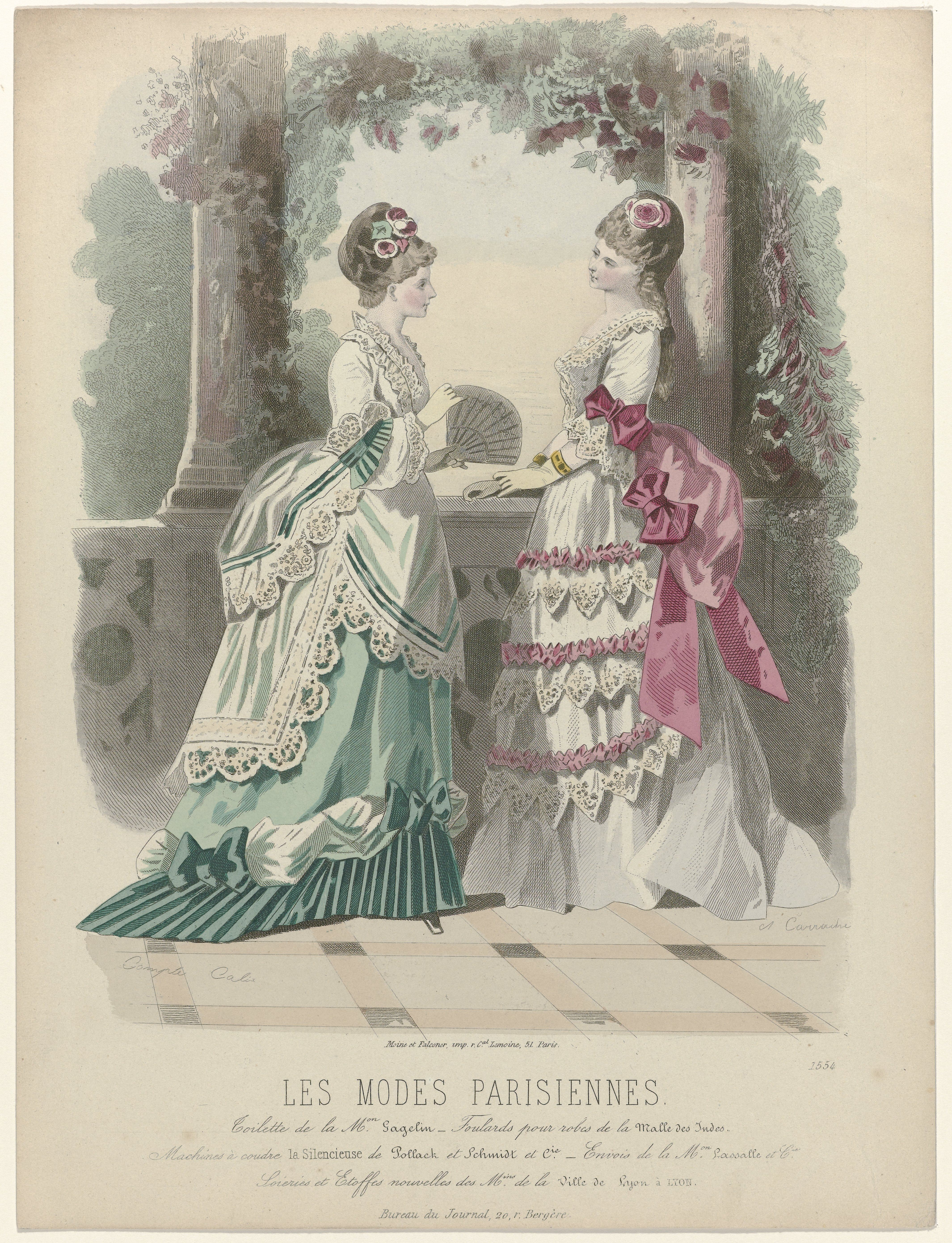
Les Modes Parisiennes, 1871-1872.
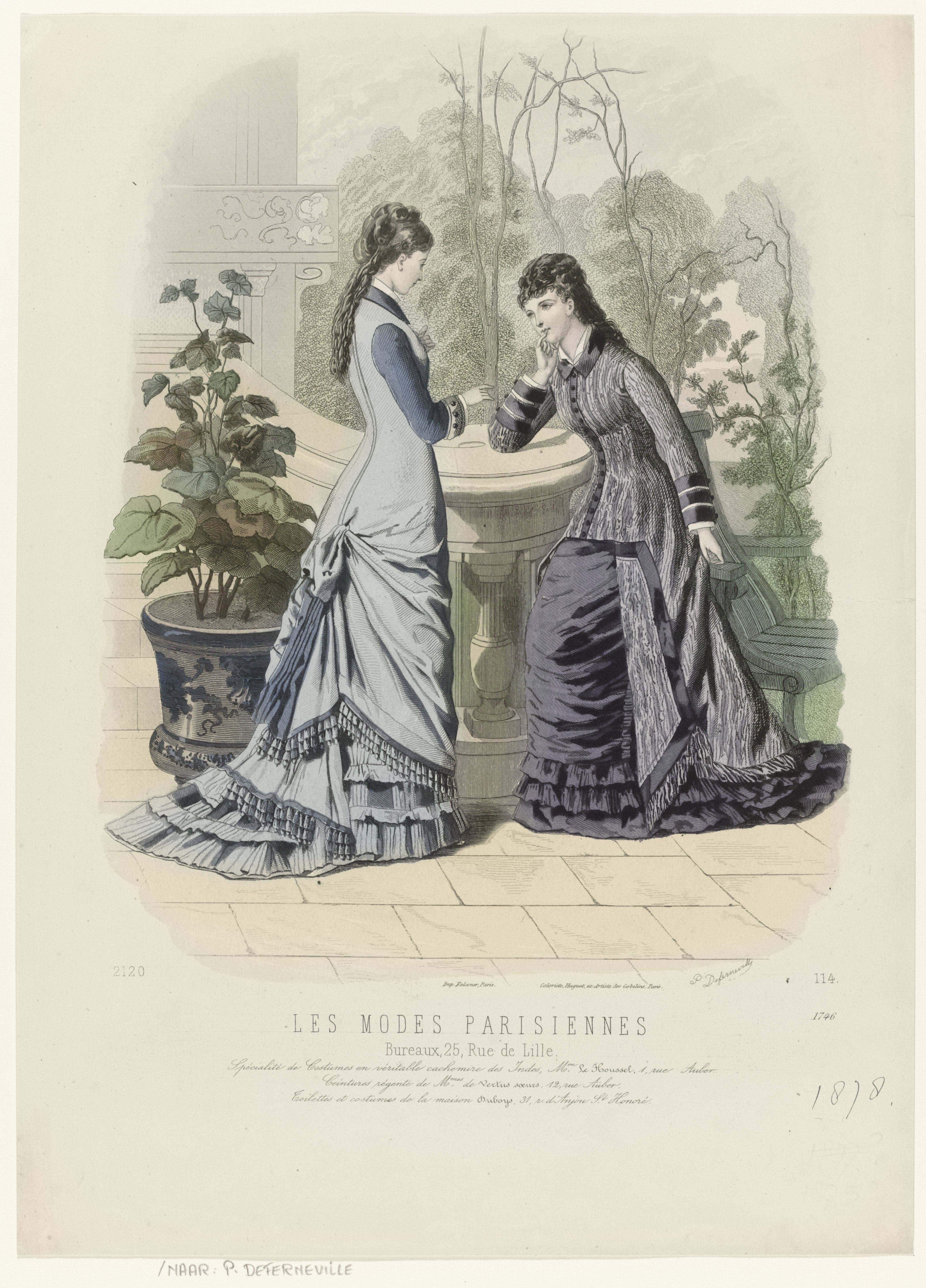
Les Modes Parisiennes, 1878, No. 1746.